# David Domingo Sabatini
David Domingo Sabatini (San Carlos de Bolívar, 1931) es un científico y médico argentino, cuyos méritos más significativos son el descubrimiento del glutaraldehído para preservar células y la postulación, junto a Günter Blobel, de la teoría de las señales.

## Biografía
Nacido en San Carlos de Bolívar, ciudad ubicada en la Provincia de Buenos Aires, la familia de Sabatini se mudó a la ciudad de Rosario cuando él era muy pequeño. Allí completó sus estudios primarios y secundarios, e ingresó a la Universidad Nacional del Litoral, donde obtendría su título de médico en 1954. Inmediatamente pasó a integrar el plantel docente de la cátedra de Histología, en la Facultad de Medicina de la Universidad de Buenos Aires, cuyo profesor titular era el prestigioso científico Eduardo De Robertis. Además, dictaba clases de Fisiología e Higiene en una escuela secundaria de esa ciudad, la Escuela Industrial de Barracas. De Robertis había creado un centro de investigación sobre biología celular, y fue allí donde Sabatini dio sus primeros pasos.
En 1961 recibió una beca de la Fundación Rockefeller para estudiar histoquímica en la Universidad de Yale, estudios que se desarrollarían hasta 1963. En 1964 realizó uno de sus aportes científicos más significativos: que el glutaraldehído permite fijar tejidos y someterlos así al análisis bajo microscopio electrónico, sin que se altere la estructura de las células, posibilitando su análisis en el microscopio un mayor lapso de tiempo. En 1966 recibió su doctorado en biología celular en la Universidad Rockefeller, donde conocería a Günter Blobel, discípulo de George Palade.
En 1971, junto a Blobel, postuló su descubrimiento más importante, la teoría de las señales. Según esta teoría, toda proteína fabricada por una célula contiene una señal que determina su recorrido y destino. Esta teoría fue comprobada luego por otro científico argentino, César Milstein, y fue base de las investigaciones que le valieron a Blobel el Premio Nobel en 1999.
Gracias a estos importantes descubrimientos, Sabatini ha recibido muchas distinciones a lo largo de su vida. En 1986, la Sociedad Americana de Biología Celular reconoció su trayectoria, en 2003 se le otorgó la Medalla de Oro de la Academia de Ciencias de Francia y el Senado de la Nación Argentina le otorgó la Mención de Honor Domingo Faustino Sarmiento en agosto de 2004. Ha sido designado miembro de varias academias, como la Academia de Ciencias de Francia, la Academia Americana de Microbiología, la Academia de Ciencias de Nueva York, la Academia Nacional de Ciencias de los Estados Unidos y es miembro del Comité Científico Internacional del Instituto Leloir. Además presidió, entre 1978 y 1979, la Sociedad Americana de Biología Celular, la Sociedad de Microscopía Electrónica de Nueva York en 1971 y la Sección de Biología Celular de la Academia Nacional de Ciencias de los Estados Unidos. Actualmente preside el Departamento de Biología Celular de la Universidad de Nueva York, e integra varios comités editoriales, como el de la publicación Proceedings of the National Academy of Sciences, la revista Cell Biology y el Journal of Celular Biochemistry. Además, integra el directorio de la Richard Lounsbery Foundation.